# Gloria Hendry

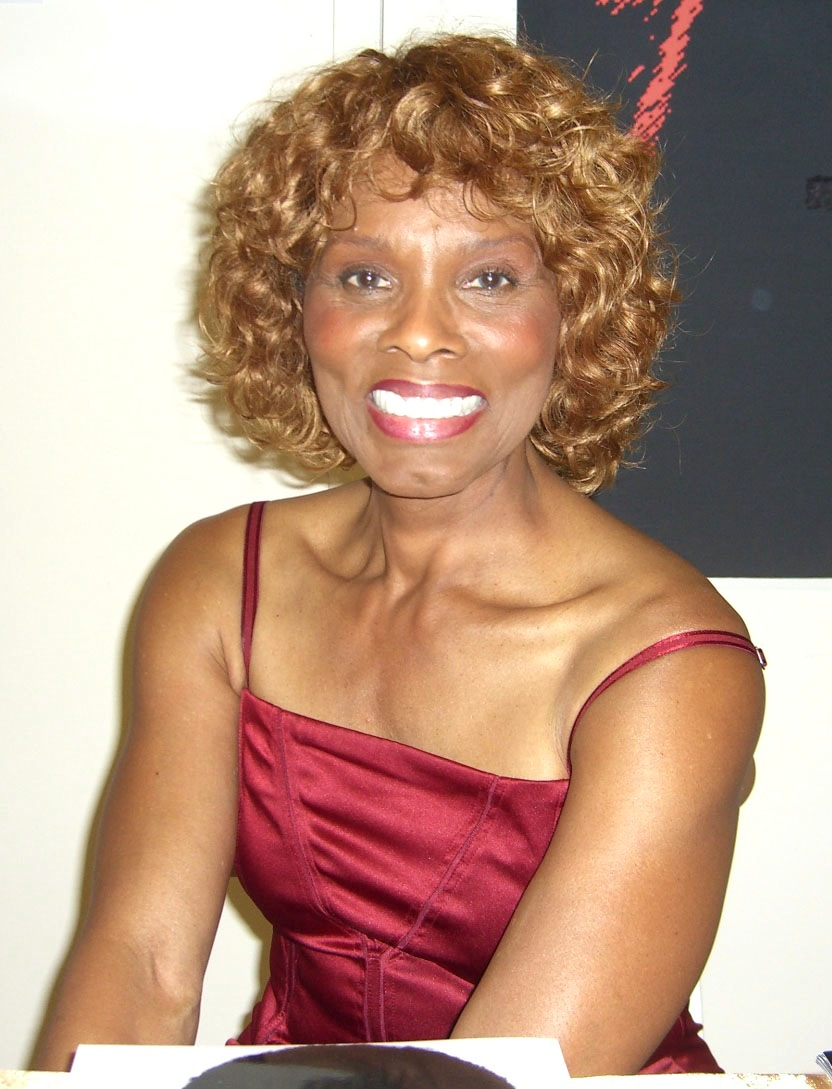
Gloria Hendry (2008)

Gloria Hendry (* 3. März 1949  in Winter Haven, Florida) ist eine US-amerikanische Juristin und Schauspielerin. Besondere Bekanntheit erlangte sie mit ihrer Rolle der Rosie Carver in dem James-Bond-Film Leben und sterben lassen.

## Leben
Hendry begann ihre schauspielerische Karriere 1968, als sie in dem Film Liebling als Cocktailkellnerin eine erste kleine Rolle hatte. 1970 folgte eine weitere kleine Rolle in dem Film Der Hausbesitzer. Besondere Bekanntheit erlangte Hendry, die in den 1970er Jahren in diversen Blaxploitation-Filmen mitspielte, mit ihrer Rolle in dem James-Bond-Film Leben und sterben lassen.

## Filmografie (Auswahl)
- 1968: Liebling (For Love of Ivy)
- 1970: Der Hausbesitzer (The Landlord)
- 1972: Straße zum Jenseits (Across 110th Street)
- 1973: Der Pate von Harlem (Black Caesar)
- 1973: James Bond 007 – Leben und sterben lassen (Live and Let Die)
- 1973: Der Sohn des Mandingo (Slaughter's Big Rip-Off)
- 1973: Heiße Hölle Harlem (Hell Up in Harlem)
- 1974: Freie Fahrt ins Jenseits (Black Belt Jones)
- 1974: Kommando Höllenengel (Savage Sisters)
- 1977: Action Man – Ein Mann, ein Kämpfer (Bare Knuckles)
- 1987: Falcon Crest (Fernsehserie, Folge 7x01)
- 1990: Hunter (Fernsehserie, Folge 7x05)
- 1991: Kokain – Krieg um weißes Gold (Seeds of Tragedy, Fernsehfilm)
- 1992: Doogie Howser, M.D. (Fernsehserie, Folge 4x09)
- 1993: Pumpkinhead 2 (Pumpkinhead II)
- 1994: Clash – Showdown in L.A. (Lookin’ Italian)
- 2009: Absolute Evil
- 2012: Freaky Deaky – Das Ende der Zündschnur (Freaky Deaky)
- 2019: A Brother’s Honor
- 2021: Snow Black